# تيريزا سميتكوفا
تيريزا سميتكوفا (بالتشيكية: Tereza Smitková)‏ هي لاعبة كرة مضرب تشيكية من مواليد 10 أكتوبر 1994 في هرادتس كرالوفه، بالتشيك. تحتل حالياً (أبريل 2021) المرتبة 323 في تصنيف رابطة محترفات كرة المضرب.

## روابط خارجية
- تيريزا سميتكوفا على موقع رابطة محترفات التنس (الإنجليزية)
- تيريزا سميتكوفا على موقع الاتحاد الدولي لكرة المضرب (الإنجليزية)
- تيريزا سميتكوفا على موقع كأس بيلي جين كينغ (الإنجليزية)
- تيريزا سميتكوفا على موقع خلاصة التنس.كوم (الإنجليزية)